# Lista siturilor arheologice din județul Timiș - S
Lista siturilor arheologice din județul Timiș - S conține toate siturile arheologice din județul Timiș înscrise în Repertoriul Arheologic Național (RAN) și aflate în localități al căror nume începe cu litera S. RAN este administrat de Ministerul Culturii și Patrimoniului Național și cuprinde date științifice, cartografice, topografice, imagini și planuri, precum și orice alte informații privitoare la zonele cu potențial arheologic, studiate sau nu, încă existente sau dispărute.
Puteți căuta un sit din localitățile care încep cu litera S folosind formularul de mai jos sau puteți naviga prin toate siturile din județ la Lista siturilor arheologice din județul Timiș.
| Cod RAN                                | Denumire | Localitate                                  | Adresă                          | Datare                               | Descoperit | Coordonate                                    | Imagine           | Erori            |
| -------------------------------------- | --- | ------------------------------------------- | ------------------------------- | ------------------------------------ | ---------- | --------------------------------------------- | ----------------- | ---------------- |
| 158537.01.01 (Cod LMI: TM-I-s-B-06082) | Cetatea medievală de la Satchinez - Grădiște / ansamblu anonim (Categorie: locuire) (Tip: Fortificație de pământ și așezare deschisă)                 | sat Satchinez, comuna Satchinez             | Grădiște                        | sec. XIV-XVI                         |            | 45°56′10″N 21°01′26″E / 45.93611°N 21.02389°E | Încărcați imagine | Raportați eroare |
| 158537.01.02 (Cod LMI: TM-I-s-B-06082) | Cetatea medievală de la Satchinez - Grădiște / ansamblu anonim (Categorie: locuire) (Tip: Fortificație de pământ și așezare deschisă)                 | sat Satchinez, comuna Satchinez             | Grădiște                        | sec. XVII-XVIII                      |            | 45°56′10″N 21°01′26″E / 45.93611°N 21.02389°E | Încărcați imagine | Raportați eroare |
| 158056.01.01 (Cod LMI: TM-I-s-B-06086) | Cetatea medievală de la Seceani - La Cetate / ansamblu anonim (Categorie: locuire civilă) (Tip: Fortificație circulară de pământ)                     | sat Seceani, comuna Orțișoara               | La Cetate                       | sec. XII - XIV                       |            | 45°58′38″N 21°19′03″E / 45.97722°N 21.3175°E  | Încărcați imagine | Raportați eroare |
| 155537.04.01 (Cod LMI: TM-I-s-B-06083) | Așezarea din epoca bronzului de la Sânnicolau Mare - Viile / ansamblu anonim (Categorie: locuire civilă) (Tip: Așezare deschisă)                      | oraș Sânnicolau Mare                        | Viile Promotor                  | mil. II a. Chr.                      |            | 46°03′46″N 20°37′37″E / 46.06278°N 20.62694°E | Încărcați imagine | Raportați eroare |
| 155537.04.02 (Cod LMI: TM-I-s-B-06083) | Așezarea din epoca bronzului de la Sânnicolau Mare - Viile / ansamblu anonim (Categorie: locuire civilă) (Tip: Așezare deschisă)                      | oraș Sânnicolau Mare                        | Viile Promotor                  |                                      |            | 46°03′46″N 20°37′37″E / 46.06278°N 20.62694°E | Încărcați imagine | Raportați eroare |
| 155537.16.01 (Cod LMI: TM-I-s-B-06084) | Așezarea romană de la Sânnicolau Mare - La Fabrica de cărămizi / ansamblu anonim (Categorie: locuire civilă) (Tip: Așezare)                           | oraș Sânnicolau Mare                        | La Fabrica de cărămizi          | sec. II - III                        |            |                                               | Încărcați imagine | Raportați eroare |
| 158387.01.01 (Cod LMI: TM-I-s-B-06087) | Situl arheologic de la Stanciova - Grădiște / ansamblu anonim (Categorie: locuire civilă) (Tip: Fortificație de pământ)                               | sat Stanciova, oraș Recaș                   | Grădiște                        |                                      |            | 45°58′38″N 21°19′03″E / 45.97722°N 21.3175°E  | Încărcați imagine | Raportați eroare |
| 158387.01.02 (Cod LMI: TM-I-s-B-06087) | Situl arheologic de la Stanciova - Grădiște / ansamblu anonim (Categorie: locuire civilă) (Tip: Fortificație de pământ și așezare deschisă)           | sat Stanciova, oraș Recaș                   | Grădiște                        |                                      |            | 45°58′38″N 21°19′03″E / 45.97722°N 21.3175°E  | Încărcați imagine | Raportați eroare |
| 158387.01.03 (Cod LMI: TM-I-s-B-06087) | Situl arheologic de la Stanciova - Grădiște / ansamblu anonim (Categorie: locuire civilă) (Tip: Fortificație de pământ și așezare deschisă)           | sat Stanciova, oraș Recaș                   | Grădiște                        |                                      |            | 45°58′38″N 21°19′03″E / 45.97722°N 21.3175°E  | Încărcați imagine | Raportați eroare |
| 158537.02.01                           | Situl arheologic de la Satchinez / ansamblu anonim (Categorie: locuire civilă) (Tip: Așezare)                                                         | sat Satchinez, comuna Satchinez             |                                 | Vinča                                |            |                                               | Încărcați imagine | Raportați eroare |
| 158537.02.02                           | Situl arheologic de la Satchinez / ansamblu anonim (Categorie: locuire civilă) (Tip: Așezare)                                                         | sat Satchinez, comuna Satchinez             |                                 | Basarabi                             |            |                                               | Încărcați imagine | Raportați eroare |
| 158662.01.01                           | Situl arheologic de la Sânandrei - Oxenbrickel / ansamblu anonim (Categorie: locuire) (Tip: Așezare)                                                  | sat Sânandrei, comuna Sânandrei             | Oxenbrickel                     | Vinča                                |            |                                               | Încărcați imagine | Raportați eroare |
| 158662.01.02                           | Situl arheologic de la Sânandrei - Oxenbrickel / ansamblu anonim (Categorie: locuire) (Tip: Așezare)                                                  | sat Sânandrei, comuna Sânandrei             | Oxenbrickel                     | Foeni                                |            |                                               | Încărcați imagine | Raportați eroare |
| 158662.01.03                           | Situl arheologic de la Sânandrei - Oxenbrickel / ansamblu anonim (Categorie: locuire) (Tip: Așezare)                                                  | sat Sânandrei, comuna Sânandrei             | Oxenbrickel                     | Tisa                                 |            |                                               | Încărcați imagine | Raportați eroare |
| 158662.01.04                           | Situl arheologic de la Sânandrei - Oxenbrickel / ansamblu anonim (Categorie: locuire) (Tip: Așezare)                                                  | sat Sânandrei, comuna Sânandrei             | Oxenbrickel                     |                                      |            |                                               | Încărcați imagine | Raportați eroare |
| 158662.01.05                           | Situl arheologic de la Sânandrei - Oxenbrickel / ansamblu anonim (Categorie: locuire) (Tip: Necropolă)                                                | sat Sânandrei, comuna Sânandrei             | Oxenbrickel                     | sec. VIII-IX                         |            |                                               | Încărcați imagine | Raportați eroare |
| 158662.02.01                           | Cetatea de la Sânandrei "La Cetățuie" / ansamblu anonim (Categorie: cetate) (Tip: cetate de pamânt)                                                   | sat Sânandrei, comuna Sânandrei             |                                 |                                      |            | 45°51′20″N 21°13′07″E / 45.85556°N 21.21861°E | Încărcați imagine | Raportați eroare |
| 158092.01.01                           | Fortificația de pământ de la Sânmartinu Sârbesc-"Grădiște" / ansamblu anonim (Categorie: fortificație) (Tip: Fortificație de pământ)                  | sat Sânmartinu Sârbesc, comuna Peciu Nou    | Grădiște                        |                                      |            |                                               | Încărcați imagine | Raportați eroare |
| 158760.01.01                           | Valul de pământ de la Saravale-"Șanțul roman" / ansamblu anonim (Categorie: fortificație) (Tip: Val de pământ)                                        | sat Saravale, comuna Saravale               | Șanțul roman                    |                                      |            | 46°04′15″N 20°44′28″E / 46.07084°N 20.74111°E | Încărcați imagine | Raportați eroare |
| 158056.02.01                           | Așezarea de epoca bronzului de la Seceani "Viile Vinganilor" / ansamblu anonim (Categorie: locuire) (Tip: așezare deschisă)                           | sat Seceani, comuna Orțișoara               | Viile Vinganilor                |                                      |            | 45°58′34″N 21°14′57″E / 45.97611°N 21.24917°E | Încărcați imagine | Raportați eroare |
| 159115.01.01                           | Așezarea de tip Balta Sărată de la Surducu Mic-"Șes" / ansamblu anonim (Categorie: locuire) (Tip: așezare deschisă)                                   | sat Surducu Mic, comuna Traian Vuia         | Șes                             |                                      |            | 45°46′17″N 22°04′58″E / 45.77139°N 22.08278°E | Încărcați imagine | Raportați eroare |
| 156650.01.01                           | Situl arheologic de la Sacoșu Mare - Valea Codrului / ansamblu anonim (Categorie: locuire) (Tip: Așezare)                                             | sat Sacoșu Mare, comuna Darova              | Valea Codrului                  | Tiszapolgár                          |            |                                               | Încărcați imagine | Raportați eroare |
| 156650.01.02                           | Situl arheologic de la Sacoșu Mare - Valea Codrului / ansamblu anonim (Categorie: locuire) (Tip: Așezare)                                             | sat Sacoșu Mare, comuna Darova              | Valea Codrului                  |                                      |            |                                               | Încărcați imagine | Raportați eroare |
| 156650.02.01                           | Situl arheologic de la Sacoșu Mare - Izvorul Mare / ansamblu anonim (Categorie: locuire) (Tip: Așezare)                                               | sat Sacoșu Mare, comuna Darova              | Izvorul Mare                    |                                      |            |                                               | Încărcați imagine | Raportați eroare |
| 156650.02.02                           | Situl arheologic de la Sacoșu Mare - Izvorul Mare / ansamblu anonim (Categorie: locuire) (Tip: Așezare)                                               | sat Sacoșu Mare, comuna Darova              | Izvorul Mare                    |                                      |            |                                               | Încărcați imagine | Raportați eroare |
| 156650.03.01                           | Situl arheologic de la Sacoșu mare - Dâmbul lui Piciu / ansamblu anonim (Categorie: locuire) (Tip: Așezare)                                           | sat Sacoșu Mare, comuna Darova              | Dâmbul lui Piciu                | Vatina                               |            |                                               | Încărcați imagine | Raportați eroare |
| 156650.03.02                           | Situl arheologic de la Sacoșu mare - Dâmbul lui Piciu / ansamblu anonim (Categorie: locuire) (Tip: Așezare)                                           | sat Sacoșu Mare, comuna Darova              | Dâmbul lui Piciu                |                                      |            |                                               | Încărcați imagine | Raportați eroare |
| 156650.04.01                           | Situl arheologic de la Sacoșu Mare - Burău / ansamblu anonim (Categorie: locuire) (Tip: Așezare)                                                      | sat Sacoșu Mare, comuna Darova              | Burău                           |                                      |            |                                               | Încărcați imagine | Raportați eroare |
| 156650.04.02                           | Situl arheologic de la Sacoșu Mare - Burău / ansamblu anonim (Categorie: locuire) (Tip: Așezare)                                                      | sat Sacoșu Mare, comuna Darova              | Burău                           |                                      |            |                                               | Încărcați imagine | Raportați eroare |
| 156650.05.01                           | Situl arheologic de la Sacoșu Mare - Ogașu Pascului / ansamblu anonim (Categorie: locuire) (Tip: Așezare)                                             | sat Sacoșu Mare, comuna Darova              | Ogașu Pascului                  | dacică                               |            |                                               | Încărcați imagine | Raportați eroare |
| 156650.05.02                           | Situl arheologic de la Sacoșu Mare - Ogașu Pascului / ansamblu anonim (Categorie: locuire) (Tip: Așezare)                                             | sat Sacoșu Mare, comuna Darova              | Ogașu Pascului                  |                                      |            |                                               | Încărcați imagine | Raportați eroare |
| 158458.01.01                           | Așezarea de epocă romană de la Sacoșu Turcesc / ansamblu anonim (Categorie: locuire) (Tip: Așezare)                                                   | sat Sacoșu Turcesc, comuna Sacoșu Turcesc   |                                 |                                      |            |                                               | Încărcați imagine | Raportați eroare |
| 158458.02.01                           | Movila de epocă necunoscută de la Sacoșu Turcesc - Gomila din hotarul Chevereșului / ansamblu anonim (Categorie: descoperire funerară) (Tip: Movilă)  | sat Sacoșu Turcesc, comuna Sacoșu Turcesc   | Gomila din hotarul Chevereșului |                                      |            |                                               | Încărcați imagine | Raportați eroare |
| 158458.03.01                           | Movila de epocă necunoscută de la Sacoșu Turcesc - Movila de la Hotar / ansamblu anonim (Categorie: descoperire funerară) (Tip: Movilă)               | sat Sacoșu Turcesc, comuna Sacoșu Turcesc   | Movila de la Hotar              |                                      |            |                                               | Încărcați imagine | Raportați eroare |
| 158458.04.01                           | Mănăstirea franciscană cu hramul "Sfânta Fecioară" de la Sacoșu Turcesc / ansamblu anonim (Categorie: construcție de cult) (Tip: Mănăstire)           | sat Sacoșu Turcesc, comuna Sacoșu Turcesc   |                                 | sec. XIV                             |            |                                               | Încărcați imagine | Raportați eroare |
| 158760.07.01                           | Movila de epocă necunoscută de la Saravale / ansamblu anonim (Categorie: descoperire funerară) (Tip: Movilă de pământ)                                | sat Saravale, comuna Saravale               |                                 |                                      |            |                                               | Încărcați imagine | Raportați eroare |
| 158760.03.01                           | Movila de epocă necunoscută de la Saravale / ansamblu anonim (Categorie: descoperire funerară) (Tip: Movilă de pământ)                                | sat Saravale, comuna Saravale               |                                 |                                      |            |                                               | Încărcați imagine | Raportați eroare |
| 158760.04.01                           | Complexul de movile de epocă necunoscută de la Saravale / ansamblu anonim (Categorie: decoperire funerară) (Tip: complex de movile)                   | sat Saravale, comuna Saravale               |                                 |                                      |            |                                               | Încărcați imagine | Raportați eroare |
| 158760.05.01                           | Complexul de movile de epocă necunoscută de la Saravale / ansamblu anonim (Categorie: decoperire funerară) (Tip: Movilă)                              | sat Saravale, comuna Saravale               |                                 |                                      |            |                                               | Încărcați imagine | Raportați eroare |
| 158760.06.01                           | Așezarea hallstattiană de la Saravale / ansamblu anonim (Categorie: locuire) (Tip: Așezare)                                                           | sat Saravale, comuna Saravale               |                                 |                                      |            |                                               | Încărcați imagine | Raportați eroare |
| 158537.03.01                           | Situl arheologic de la Satchinez - Grădiște / ansamblu anonim (Categorie: locuire civilă) (Tip: fortificație)                                         | sat Satchinez, comuna Satchinez             | Grădiște                        |                                      |            |                                               | Încărcați imagine | Raportați eroare |
| 158537.03.02                           | Situl arheologic de la Satchinez - Grădiște / ansamblu anonim (Categorie: locuire civilă) (Tip: Morminte)                                             | sat Satchinez, comuna Satchinez             | Grădiște                        | sec. XVIII-XIX                       |            |                                               | Încărcați imagine | Raportați eroare |
| 158537.03.03                           | Situl arheologic de la Satchinez - Grădiște / ansamblu anonim (Categorie: locuire civilă) (Tip: Așezare)                                              | sat Satchinez, comuna Satchinez             | Grădiște                        | Vinča - A                            |            |                                               | Încărcați imagine | Raportați eroare |
| 158537.04.01                           | Așezarea Gornea-Kalača de la Satchinez / ansamblu anonim (Categorie: locuire civilă) (Tip: Așezare)                                                   | sat Satchinez, comuna Satchinez             |                                 | Gornea-Kalakača                      |            |                                               | Încărcați imagine | Raportați eroare |
| 158537.05.01                           | Gropile de epocă daco-romană de la Satchinez - Pământul Galben / ansamblu anonim (Categorie: locuire) (Tip: gropi menajere)                           | sat Satchinez, comuna Satchinez             | Pământul Galben                 | sec. III-IV d.Chr                    |            |                                               | Încărcați imagine | Raportați eroare |
| 158537.06.01                           | Așezarea daco-romană de la Satchinez / ansamblu anonim (Categorie: locuire) (Tip: Așezare)                                                            | sat Satchinez, comuna Satchinez             |                                 |                                      |            |                                               | Încărcați imagine | Raportați eroare |
| 158537.07.01                           | Așezarea daco-romană de la Satchinez / ansamblu anonim (Categorie: locuire) (Tip: Așezare)                                                            | sat Satchinez, comuna Satchinez             |                                 |                                      |            |                                               | Încărcați imagine | Raportați eroare |
| 158537.08.01                           | Așezarea daco-romană de la Satchinez / ansamblu anonim (Categorie: locuire) (Tip: Așezare)                                                            | sat Satchinez, comuna Satchinez             |                                 |                                      |            |                                               | Încărcați imagine | Raportați eroare |
| 158537.09.01                           | Așezarea daco-romană de la Satchinez / ansamblu anonim (Categorie: locuire) (Tip: Așezare)                                                            | sat Satchinez, comuna Satchinez             |                                 |                                      |            |                                               | Încărcați imagine | Raportați eroare |
| 158537.10                              | Așezarea daco-romană de la Satchinez (Categorie: locuire) (Tip: așezare)                                                                              | sat Satchinez, comuna Satchinez             |                                 |                                      |            |                                               | Încărcați imagine | Raportați eroare |
| 158537.11.01                           | Așezarea daco-romană de la Satchinez / ansamblu anonim (Categorie: locuire) (Tip: Așezare)                                                            | sat Satchinez, comuna Satchinez             |                                 |                                      |            |                                               | Încărcați imagine | Raportați eroare |
| 158537.12.01                           | Așezarea daco-romană de la Satchinez / ansamblu anonim (Categorie: locuire) (Tip: Așezare)                                                            | sat Satchinez, comuna Satchinez             |                                 |                                      |            |                                               | Încărcați imagine | Raportați eroare |
| 158537.13.01                           | Movilele de epocă necunoscută de la Satchinez / ansamblu anonim (Categorie: decoperire funerară) (Tip: movile)                                        | sat Satchinez, comuna Satchinez             |                                 |                                      |            |                                               | Încărcați imagine | Raportați eroare |
| 158537.14.01                           | Movila de epocă necunoscută de la Satchinez - Sixău / ansamblu anonim (Categorie: decoperire funerară) (Tip: Movilă)                                  | sat Satchinez, comuna Satchinez             | Sixău                           |                                      |            |                                               | Încărcați imagine | Raportați eroare |
| 158573.01.01                           | Așezarea neolitică de la Săcălaz / ansamblu anonim (Categorie: locuire) (Tip: Așezare)                                                                | sat Săcălaz, comuna Săcălaz                 |                                 |                                      |            |                                               | Încărcați imagine | Raportați eroare |
| 158573.02.01                           | Situl arheologic de la Săcălaz / ansamblu anonim (Categorie: locuire) (Tip: Așezare)                                                                  | sat Săcălaz, comuna Săcălaz                 |                                 | sec. IV-V                            |            |                                               | Încărcați imagine | Raportați eroare |
| 158573.02.02                           | Situl arheologic de la Săcălaz / ansamblu anonim (Categorie: locuire) (Tip: Așezare)                                                                  | sat Săcălaz, comuna Săcălaz                 |                                 |                                      |            |                                               | Încărcați imagine | Raportați eroare |
| 158573.03.01                           | Așezarea medievală de la Săcălaz / ansamblu anonim (Categorie: locuire) (Tip: Așezare)                                                                | sat Săcălaz, comuna Săcălaz                 |                                 | sec. X-XIII                          |            |                                               | Încărcați imagine | Raportați eroare |
| 157077.01                              | Așezarea neoltică de la Sălbăgel - Seliște (Categorie: locuire) (Tip: așezare)                                                                        | sat Sălbăgel, comuna Gavojdia               | Seliște                         |                                      |            |                                               | Încărcați imagine | Raportați eroare |
| 156026.01.01                           | Movilele de epocă necunoscută de la Sărăzani - Trei Gomili / ansamblu anonim (Categorie: descoperire funerară) (Tip: movile de pământ)                | sat Sărăzani, comuna Bârna                  | Trei Gomili                     |                                      |            |                                               | Încărcați imagine | Raportați eroare |
| 158662.03.01                           | Situl arheologic de la Sânandrei / ansamblu anonim (Categorie: locuire) (Tip: Așezare)                                                                | sat Sânandrei, comuna Sânandrei             |                                 |                                      |            |                                               | Încărcați imagine | Raportați eroare |
| 158662.03.02                           | Situl arheologic de la Sânandrei / ansamblu anonim (Categorie: locuire) (Tip: Așezare)                                                                | sat Sânandrei, comuna Sânandrei             |                                 | sec. X-XII                           |            |                                               | Încărcați imagine | Raportați eroare |
| 158662.04.01                           | Situl arheologic de la Sânandrei / ansamblu anonim (Categorie: locuire) (Tip: Așezare)                                                                | sat Sânandrei, comuna Sânandrei             |                                 |                                      |            |                                               | Încărcați imagine | Raportați eroare |
| 158662.04.02                           | Situl arheologic de la Sânandrei / ansamblu anonim (Categorie: locuire) (Tip: Așezare)                                                                | sat Sânandrei, comuna Sânandrei             |                                 | sec. VI-VIII                         |            |                                               | Încărcați imagine | Raportați eroare |
| 158092.02.01                           | movila de epocă necunoscută de la Sânmartinu Sârbesc / ansamblu anonim (Categorie: descoperire funerară) (Tip: Movilă de pământ)                      | sat Sânmartinu Sârbesc, comuna Peciu Nou    |                                 |                                      |            |                                               | Încărcați imagine | Raportați eroare |
| 158092.03.01                           | movila de epocă necunoscută de la Sânmartinu Sârbesc - Gomila Spartă / ansamblu anonim (Categorie: descoperire funerară) (Tip: Movilă)                | sat Sânmartinu Sârbesc, comuna Peciu Nou    | Gomila Spartă                   |                                      |            |                                               | Încărcați imagine | Raportați eroare |
| 158706.01.01                           | Movila de epocă necunoscută de la Sânmihaiu Român - Gomilă / ansamblu anonim (Categorie: descoperire funerară) (Tip: Movilă)                          | sat Sânmihaiu Român, comuna Sânmihaiu Român | Gomilă                          |                                      |            |                                               | Încărcați imagine | Raportați eroare |
| 158706.02.01                           | Situl arheologic de la Sânmihaiu Român - Deal / ansamblu anonim (Categorie: locuire) (Tip: Tell)                                                      | sat Sânmihaiu Român, comuna Sânmihaiu Român | Deal                            | sec. III-IV                          |            |                                               | Încărcați imagine | Raportați eroare |
| 158706.02.02                           | Situl arheologic de la Sânmihaiu Român - Deal / ansamblu anonim (Categorie: locuire) (Tip: Tell)                                                      | sat Sânmihaiu Român, comuna Sânmihaiu Român | Deal                            | Starčevo - Criș                      |            |                                               | Încărcați imagine | Raportați eroare |
| 158706.02.03                           | Situl arheologic de la Sânmihaiu Român - Deal / ansamblu anonim (Categorie: locuire) (Tip: Tell)                                                      | sat Sânmihaiu Român, comuna Sânmihaiu Român | Deal                            | Foeni                                |            |                                               | Încărcați imagine | Raportați eroare |
| 158706.02.04                           | Situl arheologic de la Sânmihaiu Român - Deal / ansamblu anonim (Categorie: locuire) (Tip: Tell)                                                      | sat Sânmihaiu Român, comuna Sânmihaiu Român | Deal                            |                                      |            |                                               | Încărcați imagine | Raportați eroare |
| 158706.02.05                           | Situl arheologic de la Sânmihaiu Român - Deal / ansamblu anonim (Categorie: locuire) (Tip: Tell)                                                      | sat Sânmihaiu Român, comuna Sânmihaiu Român | Deal                            |                                      |            |                                               | Încărcați imagine | Raportați eroare |
| 155537.01.01                           | Așezarea neolitică de la Sânnciolau Mare / ansamblu anonim (Categorie: locuire) (Tip: Așezare)                                                        | oraș Sânnicolau Mare                        |                                 | Tiszapolgár                          |            |                                               | Încărcați imagine | Raportați eroare |
| 155537.01.02                           | Așezarea neolitică de la Sânnciolau Mare / ansamblu anonim (Categorie: locuire) (Tip: Așezare)                                                        | oraș Sânnicolau Mare                        |                                 | Tisa                                 |            |                                               | Încărcați imagine | Raportați eroare |
| 155537.01.03                           | Așezarea neolitică de la Sânnciolau Mare / ansamblu anonim (Categorie: locuire) (Tip: Așezare)                                                        | oraș Sânnicolau Mare                        |                                 | Bucovăț                              |            |                                               | Încărcați imagine | Raportați eroare |
| 155537.02.01                           | Așezarea Basarabi de la Sânnicolau Mare / ansamblu anonim (Categorie: locuire) (Tip: Locuire)                                                         | oraș Sânnicolau Mare                        |                                 | Basarabi                             |            |                                               | Încărcați imagine | Raportați eroare |
| 155537.05.01                           | Așezarea din epoca bronzului de la Sânnicolau Mare - Cărămidărie / ansamblu anonim (Categorie: locuire) (Tip: Așezare)                                | oraș Sânnicolau Mare                        | Cărămidărie                     |                                      |            |                                               | Încărcați imagine | Raportați eroare |
| 155537.06.01                           | Situl arheologic de la Sânnicolau Mare - Cărămidăria Veche / ansamblu anonim (Categorie: locuire) (Tip: Așezare)                                      | oraș Sânnicolau Mare                        | Cărămidăria Veche               |                                      |            |                                               | Încărcați imagine | Raportați eroare |
| 155537.06.02                           | Situl arheologic de la Sânnicolau Mare - Cărămidăria Veche / ansamblu anonim (Categorie: locuire) (Tip: Necropolă)                                    | oraș Sânnicolau Mare                        | Cărămidăria Veche               |                                      |            |                                               | Încărcați imagine | Raportați eroare |
| 155537.07.01                           | Așezarea de epocă romană de la Sânnicolau Mare - Cartierul Sighet / ansamblu anonim (Categorie: locuire) (Tip: Așezare)                               | oraș Sânnicolau Mare                        | Cartierul Sighet                |                                      |            |                                               | Încărcați imagine | Raportați eroare |
| 155537.08.01                           | Necropola de epocă romană de la Sânnicolau Mare - Vale / ansamblu anonim (Categorie: descoperire funerară) (Tip: Necropolă)                           | oraș Sânnicolau Mare                        | Vale                            |                                      |            |                                               | Încărcați imagine | Raportați eroare |
| 155537.09.01                           | Movilele de epocă necunoscută de la Sânnicolau Mare / ansamblu anonim (Categorie: descoperire funerară) (Tip: movile)                                 | oraș Sânnicolau Mare                        |                                 |                                      |            |                                               | Încărcați imagine | Raportați eroare |
| 155537.10.01                           | Movilele de epocă necunoscută de la Sânnicolau Mare / ansamblu anonim (Categorie: descoperire funerară) (Tip: movile)                                 | oraș Sânnicolau Mare                        |                                 |                                      |            |                                               | Încărcați imagine | Raportați eroare |
| 155537.11.01                           | Movila de epocă necunoscută de la Sânnicolau Mare / ansamblu anonim (Categorie: descoperire funerară) (Tip: Movilă)                                   | oraș Sânnicolau Mare                        |                                 |                                      |            |                                               | Încărcați imagine | Raportați eroare |
| 155537.12.01                           | Movila de epocă necunoscută de la Sânnicolau Mare / ansamblu anonim (Categorie: descoperire funerară) (Tip: Movilă)                                   | oraș Sânnicolau Mare                        |                                 |                                      |            |                                               | Încărcați imagine | Raportați eroare |
| 155537.13.01                           | Movila de epocă necunoscută de la Sânnicolau Mare / ansamblu anonim (Categorie: descoperire funerară) (Tip: Movilă)                                   | oraș Sânnicolau Mare                        |                                 |                                      |            |                                               | Încărcați imagine | Raportați eroare |
| 155537.14.01                           | Movilele de epocă necunoscută de la Sânnicolau Mare / ansamblu anonim (Categorie: descoperire funerară) (Tip: movile)                                 | oraș Sânnicolau Mare                        |                                 |                                      |            |                                               | Încărcați imagine | Raportați eroare |
| 155537.15.01                           | Așezarea din epoca migrațiilor de la Sânnicolau Mare - Jara / ansamblu anonim (Categorie: locuire) (Tip: Așezare)                                     | oraș Sânnicolau Mare                        | Jara                            | avară                                |            |                                               | Încărcați imagine | Raportați eroare |
| 158742.01.01                           | Movilele de epocă necunoscută de la Sânpetru Mare / ansamblu anonim (Categorie: descoperire funerară) (Tip: movile)                                   | sat Sânpetru Mare, comuna Sânpetru Mare     |                                 |                                      |            |                                               | Încărcați imagine | Raportați eroare |
| 158742.02.01                           | Movilele de epocă necunoscută de la Sânpetru Mare / ansamblu anonim (Categorie: descoperire funerară) (Tip: movile)                                   | sat Sânpetru Mare, comuna Sânpetru Mare     |                                 |                                      |            |                                               | Încărcați imagine | Raportați eroare |
| 158742.03.01                           | Movilele de epocă necunoscută de la Sânpetru Mare / ansamblu anonim (Categorie: descoperire funerară) (Tip: movile)                                   | sat Sânpetru Mare, comuna Sânpetru Mare     |                                 |                                      |            |                                               | Încărcați imagine | Raportați eroare |
| 158742.04.01                           | Movilele de epocă necunoscută de la Sânpetru Mare / ansamblu anonim (Categorie: descoperire funerară) (Tip: movile)                                   | sat Sânpetru Mare, comuna Sânpetru Mare     |                                 |                                      |            |                                               | Încărcați imagine | Raportați eroare |
| 158742.05.01                           | Movila de epocă necunoscută de la Sânpetru Mare / ansamblu anonim (Categorie: descoperire funerară) (Tip: Movilă)                                     | sat Sânpetru Mare, comuna Sânpetru Mare     |                                 |                                      |            |                                               | Încărcați imagine | Raportați eroare |
| 158742.06.01                           | Movila de epocă necunoscută de la Sânpetru Mare - Hunca Șișitac / ansamblu anonim (Categorie: descoperire funerară) (Tip: Movilă)                     | sat Sânpetru Mare, comuna Sânpetru Mare     | Hunca Șișitac                   |                                      |            |                                               | Încărcați imagine | Raportați eroare |
| 158742.07.01                           | Movila de epocă necunoscută de la Sânpetru Mare - Jezdiceva Unca / ansamblu anonim (Categorie: descoperire funerară) (Tip: Movilă)                    | sat Sânpetru Mare, comuna Sânpetru Mare     | Jezdiceva Unca                  |                                      |            |                                               | Încărcați imagine | Raportați eroare |
| 158742.08.01                           | Movila de epocă necunoscută de la Sânpetru Mare - Buriceva Unca / ansamblu anonim (Categorie: descoperire funerară) (Tip: Movilă)                     | sat Sânpetru Mare, comuna Sânpetru Mare     | Buriceva Unca                   |                                      |            |                                               | Încărcați imagine | Raportați eroare |
| 158742.09.01                           | Movila de epocă necunoscută de la Sânpetru Mare - Gorela Unca / ansamblu anonim (Categorie: descoperire funerară) (Tip: Movilă)                       | sat Sânpetru Mare, comuna Sânpetru Mare     | Gorela Unca                     |                                      |            |                                               | Încărcați imagine | Raportați eroare |
| 158742.10.01                           | Movila de epocă necunoscută de la Sânpetru Mare - Vodena Unca / ansamblu anonim (Categorie: descoperire funerară) (Tip: Movilă)                       | sat Sânpetru Mare, comuna Sânpetru Mare     | Vodena Unca                     |                                      |            |                                               | Încărcați imagine | Raportați eroare |
| 158742.11.01                           | Movila de epocă necunoscută de la Sânpetru Mare - Șira Unca / ansamblu anonim (Categorie: descoperire funerară) (Tip: Movilă)                         | sat Sânpetru Mare, comuna Sânpetru Mare     | Șira Unca                       |                                      |            |                                               | Încărcați imagine | Raportați eroare |
| 158742.12                              | Movila de epocă necunoscută de la Sânpetru Mare - Cosiceva Unca (Categorie: descoperire funerară) (Tip: movilă)                                       | sat Sânpetru Mare, comuna Sânpetru Mare     | Cosiceva Unca                   |                                      |            |                                               | Încărcați imagine | Raportați eroare |
| 158742.13.01                           | Movila de epocă necunoscută de la Sânpetru Mare - Velica Unca / ansamblu anonim (Categorie: descoperire funerară) (Tip: Movilă)                       | sat Sânpetru Mare, comuna Sânpetru Mare     | Velica Unca                     |                                      |            |                                               | Încărcați imagine | Raportați eroare |
| 158742.14.01                           | Movila de epocă necunoscută de la Sânpetru Mare - Sabliceva Unca / ansamblu anonim (Categorie: descoperire funerară) (Tip: Movilă)                    | sat Sânpetru Mare, comuna Sânpetru Mare     | Sabliceva Unca                  |                                      |            |                                               | Încărcați imagine | Raportați eroare |
| 158742.15.01                           | Movila de epocă necunoscută de la Sânpetru Mare - Zariceva Unca / ansamblu anonim (Categorie: descoperire funerară) (Tip: Movilă)                     | sat Sânpetru Mare, comuna Sânpetru Mare     | Zariceva Unca                   |                                      |            |                                               | Încărcați imagine | Raportați eroare |
| 158742.16.01                           | Movila de epocă necunoscută de la Sânpetru Mare - Plavișina Unca / ansamblu anonim (Categorie: descoperire funerară) (Tip: Movilă)                    | sat Sânpetru Mare, comuna Sânpetru Mare     | Plavișina Unca                  |                                      |            |                                               | Încărcați imagine | Raportați eroare |
| 158742.17.01                           | Movila de epocă necunoscută de la Sânpetru Mare - Mačurina Unca / ansamblu anonim (Categorie: descoperire funerară) (Tip: Movilă)                     | sat Sânpetru Mare, comuna Sânpetru Mare     |                                 |                                      |            |                                               | Încărcați imagine | Raportați eroare |
| 158742.18.01                           | Movila de epocă necunoscută de la Sânpetru Mare - Uncile Tusakanov / ansamblu anonim (Categorie: descoperire funerară) (Tip: Movilă)                  | sat Sânpetru Mare, comuna Sânpetru Mare     | Uncile Tusakanov                |                                      |            |                                               | Încărcați imagine | Raportați eroare |
| 158742.19.01                           | Movila de epocă necunoscută de la Sânpetru Mare - Radivoieva Unca / ansamblu anonim (Categorie: descoperire funerară) (Tip: Movilă)                   | sat Sânpetru Mare, comuna Sânpetru Mare     | Radivoieva Unca                 |                                      |            |                                               | Încărcați imagine | Raportați eroare |
| 158742.20.01                           | Movila de epocă necunoscută de la Sânpetru Mare - Bucurova Unca / ansamblu anonim (Categorie: descoperire funerară) (Tip: Movilă)                     | sat Sânpetru Mare, comuna Sânpetru Mare     | Bucurova Unca                   |                                      |            |                                               | Încărcați imagine | Raportați eroare |
| 158742.21                              | Movila de epocă necunoscută de la Sânpetru Mare - Vrapțova Unca (Categorie: descoperire funerară) (Tip: movilă)                                       | sat Sânpetru Mare, comuna Sânpetru Mare     | Vrapțova Unca                   |                                      |            |                                               | Încărcați imagine | Raportați eroare |
| 158742.22.01                           | Movila de epocă necunoscută de la Sânpetru Mare - Lațiceva Unca / ansamblu anonim (Categorie: descoperire funerară) (Tip: Movilă)                     | sat Sânpetru Mare, comuna Sânpetru Mare     | Lațiceva Unca                   |                                      |            |                                               | Încărcați imagine | Raportați eroare |
| 158742.23.01                           | Movila de epocă necunoscută de la Sânpetru Mare - Unca Șișitac / ansamblu anonim (Categorie: descoperire funerară) (Tip: Movilă)                      | sat Sânpetru Mare, comuna Sânpetru Mare     | Unca Șișitac                    |                                      |            |                                               | Încărcați imagine | Raportați eroare |
| 158742.24.01                           | Movila de epocă necunoscută de la Sânpetru Mare - Pinnel Hügel / ansamblu anonim (Categorie: descoperire funerară) (Tip: Movilă)                      | sat Sânpetru Mare, comuna Sânpetru Mare     | Pinnel Hügel                    |                                      |            |                                               | Încărcați imagine | Raportați eroare |
| 158742.25.01                           | Movila de epocă necunoscută de la Sânpetru Mare - Höne Hügel / ansamblu anonim (Categorie: descoperire funerară) (Tip: Movilă)                        | sat Sânpetru Mare, comuna Sânpetru Mare     |                                 |                                      |            |                                               | Încărcați imagine | Raportați eroare |
| 158305.01.01                           | Situl arheologic de la Sârbova - Dealul lui Novac / ansamblu anonim (Categorie: locuire) (Tip: Așezare)                                               | sat Sârbova, comuna Racovița                | Dealul lui Novac                |                                      |            |                                               | Încărcați imagine | Raportați eroare |
| 158305.01.02                           | Situl arheologic de la Sârbova - Dealul lui Novac / ansamblu anonim (Categorie: locuire) (Tip: Așezare)                                               | sat Sârbova, comuna Racovița                | Dealul lui Novac                |                                      |            |                                               | Încărcați imagine | Raportați eroare |
| 158305.01.03                           | Situl arheologic de la Sârbova - Dealul lui Novac / ansamblu anonim (Categorie: locuire) (Tip: Așezare)                                               | sat Sârbova, comuna Racovița                | Dealul lui Novac                |                                      |            |                                               | Încărcați imagine | Raportați eroare |
| 158305.01.04                           | Situl arheologic de la Sârbova - Dealul lui Novac / ansamblu anonim (Categorie: locuire) (Tip: Așezare)                                               | sat Sârbova, comuna Racovița                | Dealul lui Novac                |                                      |            |                                               | Încărcați imagine | Raportați eroare |
| 158056.03.01                           | Așezarea Coțofeni de la Seceani / ansamblu anonim (Categorie: locuire) (Tip: Așezare)                                                                 | sat Seceani, comuna Orțișoara               |                                 | Coțofeni                             |            |                                               | Încărcați imagine | Raportați eroare |
| 158056.04.01                           | Așezarea de epoca bronzului de la Seceani / ansamblu anonim (Categorie: locuire) (Tip: Așezare)                                                       | sat Seceani, comuna Orțișoara               |                                 |                                      |            |                                               | Încărcați imagine | Raportați eroare |
| 158056.05.01                           | Cetatea de epocă necunoscută de la Seceani / ansamblu anonim (Categorie: construcție defensivă) (Tip: cetate de pamânt)                               | sat Seceani, comuna Orțișoara               |                                 |                                      |            |                                               | Încărcați imagine | Raportați eroare |
| 155421.01.01                           | Situl arheologic de la Silagiu - Valea Satului / ansamblu anonim (Categorie: locuire) (Tip: Așezare)                                                  | localitate componentă Silagiu, oraș Buziaș  | Valea Satului                   |                                      |            |                                               | Încărcați imagine | Raportați eroare |
| 155421.01.02                           | Situl arheologic de la Silagiu - Valea Satului / ansamblu anonim (Categorie: locuire) (Tip: Așezare)                                                  | localitate componentă Silagiu, oraș Buziaș  | Valea Satului                   | sec. III-IV                          |            |                                               | Încărcați imagine | Raportați eroare |
| 155421.02.01                           | Așezarea de epocă dacică de la Silagiu / ansamblu anonim (Categorie: locuire) (Tip: Așezare)                                                          | localitate componentă Silagiu, oraș Buziaș  |                                 | dacică                               |            |                                               | Încărcați imagine | Raportați eroare |
| 155421.03.01                           | Așezările daco-romane de la Silagiu - Valea Vagimac / ansamblu anonim (Categorie: locuire) (Tip: așezări)                                             | localitate componentă Silagiu, oraș Buziaș  | Valea Vagimac                   |                                      |            |                                               | Încărcați imagine | Raportați eroare |
| 155421.04.01                           | Movilele de pământ de epocă necunoscută de la Silagiu - Ogașul Turcului / ansamblu anonim (Categorie: descoperire funerară) (Tip: Movilă)             | localitate componentă Silagiu, oraș Buziaș  | Ogașul Turcului                 |                                      |            |                                               | Încărcați imagine | Raportați eroare |
| 157825.01.01                           | Movilele de epocă necunoscută de la Stamora Germană / ansamblu anonim (Categorie: descoperire funerară) (Tip: movile de pământ)                       | sat Stamora Germană, comuna Moravița        |                                 |                                      |            |                                               | Încărcați imagine | Raportați eroare |
| 157825.02.01                           | Necropola de epocă necunoscută de la Stamora Germană / ansamblu anonim (Categorie: descoperire funerară) (Tip: Necropolă de incinerație)              | sat Stamora Germană, comuna Moravița        |                                 |                                      |            |                                               | Încărcați imagine | Raportați eroare |
| 157825.03.01                           | Movilele de epocă necunoscută de la Stamora Germană / ansamblu anonim (Categorie: descoperire funerară) (Tip: movile)                                 | sat Stamora Germană, comuna Moravița        |                                 |                                      |            |                                               | Încărcați imagine | Raportați eroare |
| 158494.01.01                           | Movila de epocă necunoscută de la Stamora Română - Gomila din Pusta Mică / ansamblu anonim (Categorie: descoperire funerară) (Tip: Movilă de pământ)  | sat Stamora Română, comuna Sacoșu Turcesc   | Gomila din Pusta Mică           |                                      |            |                                               | Încărcați imagine | Raportați eroare |
| 158494.02.01                           | Movila de epocă necunoscută de la Stamora Română - Movila de la Hotar / ansamblu anonim (Categorie: descoperire funerară) (Tip: Așezare)              | sat Stamora Română, comuna Sacoșu Turcesc   | Movila de la Hotar              |                                      |            |                                               | Încărcați imagine | Raportați eroare |
| 158387.03.01                           | Movila de epocă necunoscută de la Stanciova - Gomila Watalya / ansamblu anonim (Categorie: descoperire funerară) (Tip: Movilă de pământ)              | sat Stanciova, oraș Recaș                   | Gomila Watalya                  |                                      |            |                                               | Încărcați imagine | Raportați eroare |
| 159115.02.01                           | Așezarea neolitică de la Surducu Mare / ansamblu anonim (Categorie: locuire) (Tip: Așezare)                                                           | sat Surducu Mic, comuna Traian Vuia         |                                 |                                      |            |                                               | Încărcați imagine | Raportați eroare |
| 159115.03.01                           | Așezarea de epoca bronzului de la Surducu Mic / ansamblu anonim (Categorie: locuire) (Tip: Așezare)                                                   | sat Surducu Mic, comuna Traian Vuia         |                                 |                                      |            |                                               | Încărcați imagine | Raportați eroare |
| 158387.02.01                           | Movila de epocă necunoscută de la Stanciova - Gomila Grosch / ansamblu anonim (Categorie: descoperire funerară) (Tip: Movilă)                         | sat Stanciova, oraș Recaș                   | Gomila Grosch                   |                                      |            |                                               | Încărcați imagine | Raportați eroare |
| 159124.01.01                           | Situl arheologic de la Susani - Deluț / ansamblu anonim (Categorie: locuire) (Tip: Așezare)                                                           | sat Susani, comuna Traian Vuia              | Deluț                           |                                      |            |                                               | Încărcați imagine | Raportați eroare |
| 159124.01.02                           | Situl arheologic de la Susani - Deluț / ansamblu anonim (Categorie: locuire) (Tip: Așezare)                                                           | sat Susani, comuna Traian Vuia              | Deluț                           |                                      |            |                                               | Încărcați imagine | Raportați eroare |
| 159124.01.03                           | Situl arheologic de la Susani - Deluț / ansamblu anonim (Categorie: locuire) (Tip: Așezare)                                                           | sat Susani, comuna Traian Vuia              | Deluț                           |                                      |            |                                               | Încărcați imagine | Raportați eroare |
| 159124.01.04                           | Situl arheologic de la Susani - Deluț / ansamblu anonim (Categorie: locuire) (Tip: Așezare)                                                           | sat Susani, comuna Traian Vuia              | Deluț                           |                                      |            |                                               | Încărcați imagine | Raportați eroare |
| 159124.02.01                           | Sanctuarul de epocă hallsatattiană de la Susani - Grămurada lui Ticu / ansamblu anonim (Categorie: construcție de cult) (Tip: Sanctuar)               | sat Susani, comuna Traian Vuia              | rămurada lui Ticu               | - A2                                 |            |                                               | Încărcați imagine | Raportați eroare |
| 159124.02.02                           | Sanctuarul de epocă hallsatattiană de la Susani - Grămurada lui Ticu / ansamblu anonim (Categorie: construcție de cult) (Tip: Mormânt de inhumație)   | sat Susani, comuna Traian Vuia              | rămurada lui Ticu               | - A2                                 |            |                                               | Încărcați imagine | Raportați eroare |
| 159124.02.03                           | Sanctuarul de epocă hallsatattiană de la Susani - Grămurada lui Ticu / ansamblu anonim (Categorie: construcție de cult) (Tip: altar)                  | sat Susani, comuna Traian Vuia              | rămurada lui Ticu               | - A2                                 |            |                                               | Încărcați imagine | Raportați eroare |
| 159124.02.04                           | Sanctuarul de epocă hallsatattiană de la Susani - Grămurada lui Ticu / ansamblu anonim (Categorie: construcție de cult) (Tip: depozit de vase)        | sat Susani, comuna Traian Vuia              | rămurada lui Ticu               | - A2                                 |            |                                               | Încărcați imagine | Raportați eroare |
| 159124.03.01                           | Tumulul de epocă neprecizată de la Susani - Grămurada de la Jupani / ansamblu anonim (Categorie: descoperire funerară) (Tip: Tumul)                   | sat Susani, comuna Traian Vuia              | Grămurada de la Jupani          |                                      |            |                                               | Încărcați imagine | Raportați eroare |
| 159017.01.01                           | Situl arheologic de la Suștra / ansamblu anonim (Categorie: locuire) (Tip: Așezare)                                                                   | sat Suștra, comuna Topolovățu Mare          |                                 |                                      |            |                                               | Încărcați imagine | Raportați eroare |
| 159017.01.02                           | Situl arheologic de la Suștra / ansamblu anonim (Categorie: locuire) (Tip: Așezare)                                                                   | sat Suștra, comuna Topolovățu Mare          |                                 |                                      |            |                                               | Încărcați imagine | Raportați eroare |
| 158760.02                              | Situl arheologic Mănăstirea Kemenche de la Saravale / ansamblu Biserica Mănăstirii Kemenche (Categorie: structură de cult/religioasă) (Tip: Biserică) | sat Saravale, comuna Saravale               | Canton 4, punct Săliște         | sf. sec. XII - primul sfer sec. XIII |            |                                               | Încărcați imagine | Raportați eroare |
| 155537.03.01 (Cod LMI: TM-I-s-B-06085) | Situl arheologic de la Sânnicolaul Mare - Seliște / ansamblu anonim (Categorie: locuire civilă) (Tip: Așezare deschisă și necropolă)                  | oraș Sânnicolau Mare                        | Seliște                         |                                      | 1995       | 46°04′05″N 20°39′26″E / 46.06805°N 20.65722°E | Încărcați imagine | Raportați eroare |
| 155537.03.02 (Cod LMI: TM-I-s-B-06085) | Situl arheologic de la Sânnicolaul Mare - Seliște / ansamblu anonim (Categorie: locuire civilă) (Tip: Așezare deschisă și necropolă)                  | oraș Sânnicolau Mare                        | Seliște                         |                                      | 1995       | 46°04′05″N 20°39′26″E / 46.06805°N 20.65722°E | Încărcați imagine | Raportați eroare |
| 155537.03.03 (Cod LMI: TM-I-s-B-06085) | Situl arheologic de la Sânnicolaul Mare - Seliște / ansamblu anonim (Categorie: locuire civilă) (Tip: Așezare deschisă și necropolă)                  | oraș Sânnicolau Mare                        | Seliște                         |                                      | 1995       | 46°04′05″N 20°39′26″E / 46.06805°N 20.65722°E | Încărcați imagine | Raportați eroare |
| 155537.03.04 (Cod LMI: TM-I-s-B-06085) | Situl arheologic de la Sânnicolaul Mare - Seliște / ansamblu anonim (Categorie: locuire civilă) (Tip: Așezare deschisă)                               | oraș Sânnicolau Mare                        | Seliște                         |                                      | 1995       | 46°04′05″N 20°39′26″E / 46.06805°N 20.65722°E | Încărcați imagine | Raportați eroare |
| 155537.03.05 (Cod LMI: TM-I-s-B-06085) | Situl arheologic de la Sânnicolaul Mare - Seliște / ansamblu anonim (Categorie: locuire civilă) (Tip: Așezare deschisă)                               | oraș Sânnicolau Mare                        | Seliște                         |                                      | 1995       | 46°04′05″N 20°39′26″E / 46.06805°N 20.65722°E | Încărcați imagine | Raportați eroare |
| 155537.03.06 (Cod LMI: TM-I-s-B-06085) | Situl arheologic de la Sânnicolaul Mare - Seliște / ansamblu anonim (Categorie: locuire civilă) (Tip: Așezare deschisă)                               | oraș Sânnicolau Mare                        | Seliște                         |                                      | 1995       | 46°04′05″N 20°39′26″E / 46.06805°N 20.65722°E | Încărcați imagine | Raportați eroare |